# Sherman's Special Field Orders, No. 15

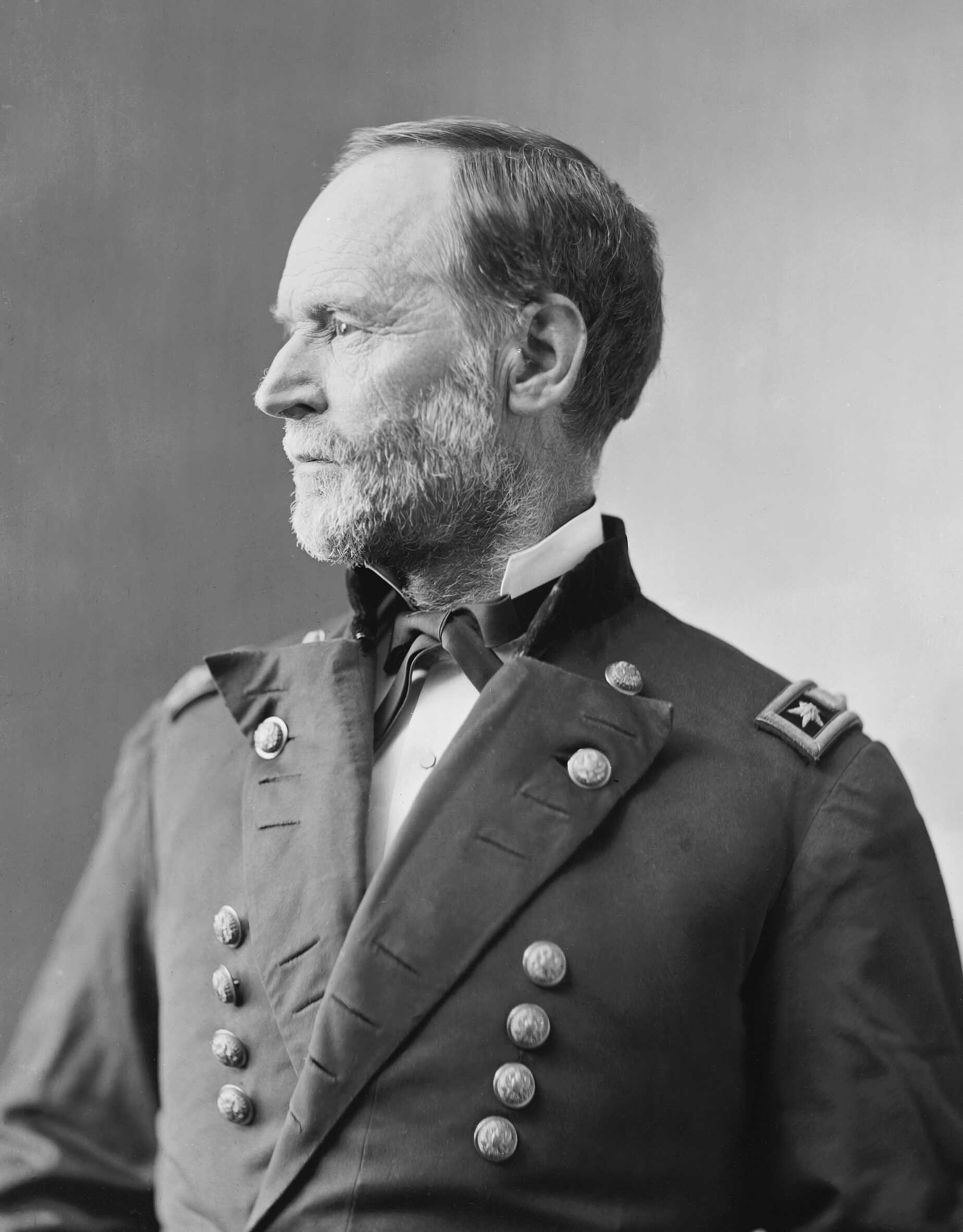
Le Major Général William Tecumseh Sherman.

Special Field Orders, No. 15 sont des ordres militaires publiés pendant la guerre civile américaine, le 16 janvier 1865, par le major général William Tecumseh Sherman, commandant de la division militaire du Mississippi de l'United States Army. Ils prévoient la confiscation de 400 000 acres (1 600 km2) de terres le long de la côte atlantique de la Caroline du Sud, de la Géorgie, et de la Floride légués en colis de 40 acres (160 000 m2) à 18 000 familles d'esclaves libres et d'autres réfugiés noirs vivant alors dans le secteur.
Les ordres ont été publiés à la suite de la marche de Sherman vers la mer. Ils ont été prévus pour aborder le problème immédiat de traiter les dizaines de milliers de réfugiés noirs qui avaient joint la marche de Sherman à la recherche de protection. Le général Sherman publia ses Orders après la rencontre à Savannah avec vingt pasteurs de la communauté noire et avec le secrétaire à la Guerre Edwin M. Stanton. Rufus Saxton, un abolitionniste du Massachusetts qui avait précédemment organisé le recrutement de soldats noirs pour l'Armée de l'Union, eut pour charge de mettre en œuvre les Orders.
Les Orders eurent peu d'effet concret, puisqu'ils furent révoqués en automne de la même année par le président Andrew Johnson, qui succéda à Abraham Lincoln après son assassinat.
Les Orders sont très certainement à l'origine de l'expression « 40 acres et une mule ».